# Quirinus Quirrell
Profesor Quirinus Quirrell bio je učitelj Obrane od mračnih sila u Hogwartsu od 1991. do 1992. Prije toga Quirrell je uzeo slobodnu godinu i otišao u Albaniju, gdje se prvi put susreo s Crnom magijom i samim Lordom Voldemortom. On ga je prihvatio za svog gospodara i postao njegovim slugom koji često nije uspijevao ostvariti Voldemortove planove. Vjerojatno se zbog tog straha od neuspjeha pri povratku promijenilo njegovo ponašanje. Počeo je mucati i postao bojažljiv. Ali Quirrell je zapravo odglumio mucanje kako bi prikrio svoje stvarne planove i pokazao se prividno bezopasnim.
Kad prvi put nije uspio ukrasti Kamen mudraca iz Gringottsa, Lord Voldemort odlučio ga je fizički opsjesti kako bi ga držao pod kontrolom. Kako bi sakrio Voldemortovo lice na svom zatiljku, nosio je ljubičasti turban (iz turbana je dolazio miris češnjaka). Nakon što je Voldemort poražen napustio je Quirrellovo tijelo i Quirrell je ubrzo umro.
- Prepoznatljive osobine: blijed i nervozan, sklon nesvjesticama, obično dršće, jedno lice viška...

## Etimologija
Prezime Quirrell moglo bi dolaziti od "querolous" što znači "plačljiv" ili onaj koji se žali, a možda samo treba zvučati kao squirrel (vjeverica).